# Джон Саммелс
Джон Саммелс (англ. Jon Sammels, нар. 23 липня 1945, Іпсвіч) — англійський футболіст, що грав на позиції півзахисника.
Виступав, зокрема, за клуби «Арсенал» та «Лестер Сіті», а також молодіжну збірну Англії.
Чемпіон Англії. Володар Суперкубка Англії з футболу. Переможець Північноамериканської футбольної ліги. Володар Кубка ярмарків.

## Клубна кар'єра
Народився 23 липня 1945 року в місті Іпсвіч. Вихованець футбольної школи клубу «Арсенал». Дорослу футбольну кар'єру розпочав 1962 року в основній команді того ж клубу, в якій провів дев'ять сезонів, взявши участь у 215 матчах чемпіонату. Більшість часу, проведеного у складі лондонського «Арсенала», був основним гравцем команди. За цей час виборов титул чемпіона Англії, ставав володарем Кубка ярмарків.
Своєю грою за цю команду привернув увагу представників тренерського штабу клубу «Лестер Сіті», до складу якого приєднався 1971 року. Відіграв за команду з Лестера наступні сім сезонів своєї ігрової кар'єри. Граючи у складі «Лестер Сіті», також здебільшого виходив на поле в основному складі команди.
Згодом з 1978 по 1979 рік грав у складі команд «Ванкувер Вайткепс» та «Нанітон Боро». Протягом цих років додав до переліку своїх трофеїв титул переможця Північноамериканської футбольної ліги.
Завершив ігрову кар'єру в команді «Нанітон Боро», у складі якої вже виступав раніше. Повернувся до неї 1979 року, захищав її кольори до припинення виступів на професійному рівні у 1982 році.

## Виступи за збірні
У 1962 році дебютував у складі юнацької збірної Англії (U-18), загалом на юнацькому рівні взяв участь у 7 іграх.
Протягом 1966–1968 років залучався до складу молодіжної збірної Англії. На молодіжному рівні зіграв у 9 офіційних матчах, забив 1 гол.

## Титули і досягнення
- Чемпіон Англії (1):

«Арсенал»: 1970—1971
- Володар Суперкубка Англії з футболу (1):

«Лестер Сіті»: 1971
- Переможець Північноамериканської футбольної ліги (1):

«Ванкувер Вайткепс»: 1979
- Володар Кубка ярмарків (1):

«Арсенал»: 1969—1970